# Sercquiais
Het Sercquiais, Sèrtchiais of Sarkees (Engels: Sarkese, Engels Sercquiais : Serkyee) is het Normandisch-Franse dialect dat op het Kanaaleiland Sark gesproken werd. Het is nu nagenoeg verdrongen door het Engels. 

## Taalgeschiedenis
Het Sarkees is afgeleid van het 16e-eeuwse Jèrriais van de oorspronkelijke kolonisten, veertig gezinnen uit Saint Ouen op Jersey die zich op het toen onbewoonde eiland vestigden. Intussen was er ook beïnvloeding door het Dgèrnésiais van het nabije Guernsey.